# Ludwig Bledow
Ludwig Erdmann Bledow (* 27. Juli 1795 in Berlin; † 6. August 1846 ebenda) war ein deutscher Schachspieler.

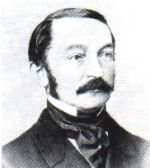
Ludwig Bledow

## Biografie
Von Beruf war Bledow Mathematiklehrer am Cöllnischen Realgymnasium. Zum Schachspiel angeleitet wurde Bledow von dem seinerzeit stärksten Spieler Berlins, Julius Mendheim. Ab 1835 galt er als einer der führenden Schachspieler Deutschlands. Er maß sich in Zweikämpfen mit den Spitzenspielern seiner Zeit. So gewann er Partien gegen Horwitz (1837), Szén (1839), Jänisch (1842), Mongredien (1845) und andere. Auch gegen Anderssen, Henry Thomas Buckle und Aaron Alexandre trat er an.
Bledow war der Gründer der Berliner Schule. Er leitete den Kreis der jüngeren Meister der Berliner Schachgesellschaft, zu denen Wilhelm Hanstein, Paul Rudolph von Bilguer und Tassilo von Heydebrand und der Lasa gehörten, zum intensiven Studium der Schachliteratur und besonders der Eröffnungen an. Im Jahr 1846 gründete er die (spätere Deutsche) Schachzeitung. Bledow erlebte jedoch als Redakteur nur noch das Erscheinen der ersten Ausgabe. Sie galt mehr als ein Jahrhundert lang als die bedeutendste deutsche Schachzeitschrift.

## Veröffentlichungen
Bledow veröffentlichte 1843 Die zwischen dem Berliner und Posener Klub durch Correspondenz gespielten Schach-Partieen[sic]. Die Publikation enthielt nicht nur die 1839/40 zwischen Berlin und Posen ausgetragenen, sondern insgesamt mehr 52 Fernschachpartien – und war überhaupt das erste deutschsprachige Buch über Fernschach. Die Sammlung wurde 1872 von Max Lange erweitert und neu herausgegeben. Im Jahr 1997 erschien ein Reprint der ursprünglichen Ausgabe von 1843. Dieser umfasst auch handschriftliche Aufzeichnungen Bledows, die offenbar der Vorbereitung einer schon zu dessen Lebzeiten vorgesehenen erweiterten Ausgabe bestimmt waren. Schließlich bearbeitete Bledow eine Ausgabe des Werks des berühmten syrischen Meisters Philipp Stamma.

## Schachbibliothek
Bekannt war seine umfangreiche Schachbibliothek, welche später die Königliche Bibliothek in Berlin kaufte.

## Werke
- Die zwischen dem Berliner und Posener Klub durch Correspondenz gespielten Schach-Partieen, Veit und Comp., Berlin 1843.
- Die zwischen dem Berliner und Posener Klub durch Correspondenz gespielten Schach-Partieen, Schachverlag Mädler, Dresden 1997 (Nachdruck der Ausgabe Berlin 1843) ISBN 3925691197.
- Stamma's hundert Endspiele, nach der Ausgabe von 1745 bearbeitet, übersetzt von L. Bledow und O. von Oppen, Berlin 1856.